# Omlyd
Omlyd (tysk Umlaut, heraf engelsk umlaut) er en farvning af en vokal efter en, ofte forsvundet eller forandret, vokal eller halvvokal i den følgende stavelse. F.eks. *fōtuz : *fōtiz 'fod' > dansk fod ~ fødder, engelsk foot ~ feet (med ee for ældre langt ø), tysk Fuß ~ Füße, plattysk Foot ~ Fööt.
Ordet kan også betegne det særlige diakritiske tegn (¨), der i tysk bruges for at angive de omlydte vokaler (se: umlaut). Omlydstegnet, der nu mest er to prikker, var tidligere to parallelle streger, ", der er en reminiscens af et 'e' i gotisk håndskrift; omlyden var altså oprindelig et 'e', der blev skrevet oven over vokalen (a, o eller u), og når et omlydstegn ikke er muligt, kan man i stedet omsætte således: ä → ae, ö → oe, ü → ue, og det fører direkte tilbage til omlydsprikkernes oprindelse som et håndskrevet gotisk 'e'. 
Omlyd må skelnes fra aflyd (f.eks. synge : sang : sunget), der er et fælles indoeuropæisk vokalskifte.

## Omlydstyper
Ordet omlyd bruges først og fremmest om de forskellige vokalfarvninger, der har fundet sted i de germanske sprog. Der er tale om tre forskellige slags omlyd:
- 1 a-omlyd (fællesgermansk): u, i > o, e.
- 2 i-omlyd
  - a (urgermansk): e > i.
  - b (den "klassiske" omlyd; den kendes fra alle germanske sprog undtagen gotisk og urnordisk): a, o, u > æ, ø, y.
- 3. u-omlyd (skandinavisk): a > å (> dansk ø eller a).

## Omlyd i bøjningen
Eftersom forskellige bøjningsendelser kan indeholde forskellige vokaler, er omlyd blevet en fast del af bøjningsmønstrene på germansk. Der er dog en tendens til at ophæve omlyden igen ved analogi med de ikke-omlydte former.
- 1. i-omlyd i pluralis. Typen er egentlig begrænset til de urindoeuropæiske konsonantstammer, hvor endelsen for nominativ pluralis lød *-es = germansk *-iz (jf. den latinske 3. deklination). På dansk er bevaret bøger (bog), brødre (bro(de)r), døtre (datter), fædre (fa(de)r), fødder (fod), gæs (gås), hænder (hånd), mænd (mand), mødre (mo(de)r), nætter (nat), rødder (rod), stænger (stang), tænder (tand), ænder (and). Typen er blevet umådelig populær på tysk (Hüte, Bäume osv.), hvorimod den på engelsk er endnu mere trængt end på dansk (brethren, feet, geese, lice, men, mice, teeth, women).
- 2. i-omlyd i komparativ og superlativ af adjektiverne. Suffikserne lød på urgermansk *-izan- og -ista-: Dansk fejre, fejrest (fager), færre, færrest (få), længere, længst (lang), større, størst (stor), yngre, yngst (ung), ældre, ældst (old-). Almindelig på tysk, hvorimod engelsk kun har elder, eldest (old).
- 3. i-omlyd i 2. og 3. person singularis af de stærke verbers præsens. Den er regelmæssig på tysk (er fährt (fahren), er gibt (geben) og både islandsk og færøsk (hann fer (fara), hann býður (bjóða)), men eksisterer ikke længere på dansk. Sønderjysk har dog bevaret typen, især i de sydligste dialekter: gær 'går', hær 'har', kømmer 'kommer', stær 'står', søwer 'sover'.
- 4. bortfald af i-omlyd i præteritum og participium af svage verber, der har omlyd i infinitiv og præsens. Dansk dulgte, dulgt (dølge), fulgte, fulgt (følge), gjorde, gjort (gøre), kvalte, kvalt (kvæle), lagde, lagt (lægge), sagde, sagt (sige), satte, sat (sætte), smurte, smurt (smøre), solgte, solgt (sælge), spurgte, spurgt (spørge), talte, talt (tælle), vakte, vakt (vække), valgte, valgt (vælge).
- 5. u-omlyd i singularis af femininumsord. Endelsen for nominativ-akkusativ singularis lød på urnordisk -u. U-omlyd er almindelig på oldnordisk og islandsk (hönd (hand-), önd (and-)), og den er også bevidnet i de olddanske indskrifter (Jelling tanmaurk = Danmårk).
- 6. u-omlyd i pluralis af neutrumsord. Endelsen for nominativ-akkusativ pluralis lød på urnordisk -u. U-omlyd er almindelig på oldnordisk og islandsk (börn (barn), lönd (land)) og færøsk (børn, lond), men det eneste spor på dansk er børn (barn).
- 7. u-omlyd i dativ pluralis. Endelsen for dativ pluralis lyder på oldnordisk -um. U-omlyd er almindelig på oldnordisk og islandsk (mönnum (mann-)) og færøsk (monnum), men ikke længere kendt fra dansk (der desuden kun kender endelsen i relikter).
- 8. i-omlyd i præteritum konjunktiv. Dette findes ikke længere i dansk men er almindeligt i tysk og islandsk. Jeg var hedder i indikativ hhv: Ich war / ég var på tysk og islandsk, mens det i konjunktiv hedder: Ich wäre / ég væri.